# Sprite (refresc)
Sprite és un refresc incolor de llima-llimona creat per la empresa “The Coca-Cola Company” que actualment es ven a més de 190 països.

## Història
La beguda es va desenvolupar a Alemanya de l'Oest el 1959 sota el nom de Fanta Klare Zitrone (Fanta de llimona clara). Pels volts de 1955, T.C. "Bud" Evans, un embotellador de productes de Coca-Cola amb seu a Houston va posar el nom d'Sprite per a la seva línia de begudes amb sabor (com maduixa o taronja). Al 1960, Coca-Cola va comprar els drets del nom.
En 1961, canvia de nom a Alemanya i va ser introduïda al mercat estatunidenc amb el nom actual d'Sprite, amb la idea de competir amb 7 Up. El nom d'Sprite es forma a partir de les paraules angleses sprinkle (ruixar) i lite (lleuger).

## Composició
| Ingredients de l'Sprite | (per cada 100g) |
| ----------------------- | --------------- |
| Calories                | 39 kcal         |
| Greix (total)           | 0g              |
| Greix saturat           | 0g              |
| Àcid gras poliinsaturat | 0g              |
| Àcid gras monoinsaturat | 0g              |
| Colesterol              | 0g              |
| Sodi                    | 9mg             |
| Potassi                 | 1mg             |
| Carbohidrats (total)    | 10g             |
| Fibra alimentària       | 0g              |
| Sucre                   | 9g              |
| Proteïna                | 0,1g            |
| Vitamina A              | 0IU             |
| Vitamina C              | 0g              |
| Calci                   | 2mg             |
| Ferro                   | 0,1mg           |
| Vitamina D              | 0IU             |
| Vitamina B6             | 0g              |
| Vitamina B12            | 0g              |
| Magnesi                 | 1mg             |

## Presentació del producte
El producte està disponible en diferents formats. Un d'ells es l'ampolla de 500ml o de 2 litres, característiques d'un color verd fluix, així com les ampolles de vidre. També es presenta en llauna de 375ml, que són d'un color verd elèctric.